# Kościół Najświętszego Serca Pana Jezusa w Ładzinie
Kościół Najświętszego Serca Pana Jezusa w Ładzinie – zabytkowy, neogotycki kościół z 1895 roku, położony w Ładzinie, w województwie zachodniopomorskim. Wpisany do rejestru zabytków pod numerem A-168 z 8.06.2004.  

## Opis

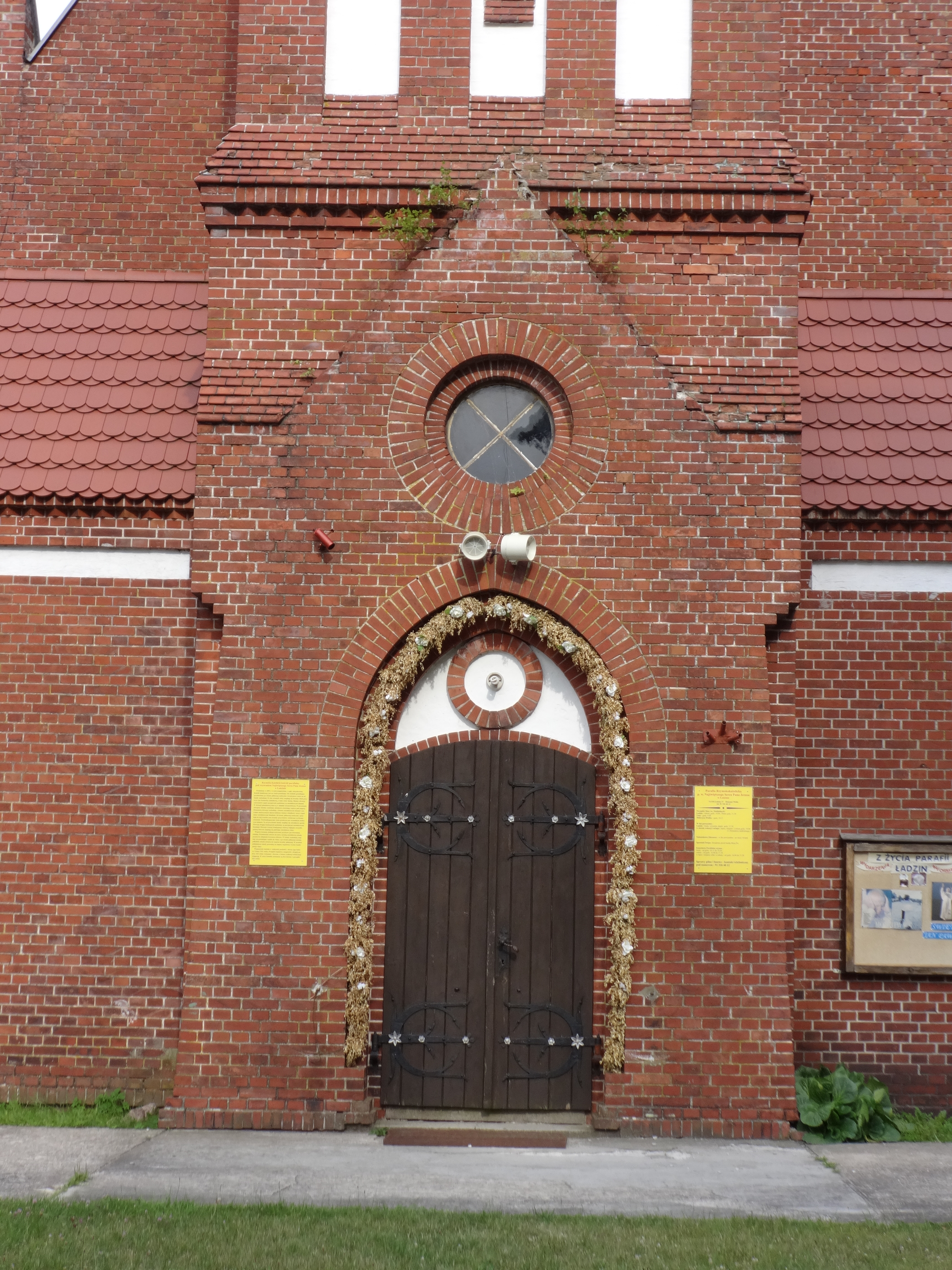
Portal

Kościół zbudowany jest w stylu neogotyckim. Jest to budynek orientowany, zbudowany na planie prostokąta z wydzielonym prezbiterium. Po stronie zachodniej stoi trzykondygnacyjna, przyległa wieża z czterema szczytami i stożkowym dachem hełmowym. W wieży, w trójskokowym portalu jest okno rozetkowe. W wieży znajdują się dwa dzwony z początku XIX wieku. Po obu stronach wieży stoją kruchty.  
Pokryciem budowli jest dach dwuspadowy. Okna umieszczone są w ścianach w dwóch rzędach. Górny oświetla wnętrze kościoła, a dolny pomieszczenia pod emporą. 
We wnętrzu, poza prezbiterium, znajduje się drewniany beczkowaty strop. W prezbiterium jest sklepienie krzyżowo-żebrowe. 

## Historia
Kościół zbudowany został w roku 1895. W czasach powojennych kościół poświęcony został 21 kwietnia 1946 roku, a erygowany (wraz z parafią) 1 czerwca 1951 roku. 